# Санчо III (король Кастилії)
Санчо III Жаданий (ісп. Sancho III el Deseado, бл.1134 —31 серпня 1158) — король Кастилії (1157—1158). Представник кастильської Бургундської династії.

## Біографія
Син Альфонсо VII, короля Кастилії і Леону, та Беренгарії Барселонської. Спочатку у 1149 році отримав титул графа Нахера. У 1151 році одружився з донькою Гарсії IV Наваррського.
Після смерті батька 1157 року успадкував Кастилію (до її складу також входило Толедське королівство). Санчо III з самого початку розпочав війну проти свого брата Фердинанда II Леонського, прагнучи розширити володіння та визнання своєї зверхності. Втім спочатку вдалося владнати суперечку завдяки сестрі Санчи.
Він був також змушений оборонятися від нападу наваррського короля, який вдерся до Кастилії. З наварцями підписав мир, поступившись їм кількома прикордонними областями. Водночас вів війну з Раймундом Беренгаром Арагонським, завдавши тому поразки. В результати цього останній визнав себе васалом Санчо III і обіцяв бути присутнім на кастильских кортесах.
У 1158 році знову рушив проти Фердинанда II, але до бойових сутичок не дійшло, зрештою укладено мирний договір в Саагуні. Того ж року засновано військово-релігійний орден Калатрава на честь оборони фортеці Калатрава. Раптово помер того ж року. Владу успадкував його малолітній син Альфонсо.

## Родина
Дружина — Бланка, донька Гарсії IV, короля Наварри
Діти:
- Альфонсо VIII (1155—1214), король Кастилії у 1158—1214 роках
- Гарсія (1156)